# Ben X (musical)
Ben X is een Vlaamse musical uit 2012 in regie van Frank Van Laecke naar het boek Niets was alles wat hij zei uit 2002 van Nic Balthazar. De musical volgt de verhaallijn van de langspeelfilm Ben X uit 2007, ook door Balthazar geregisseerd.
Ben X werd in de musical gespeeld door de jonge acteur Leendert De Vis. De Nederlandse actrice Jorien Zeevaart speelde 'Scarlite', Bens partner in de virtuele wereld. Andere grote rollen gingen naar Peter Van De Velde als Bens vader, Marleen van der Loo als moeder, Bert Verbeke en Sébastien De Smet als de pesters Bogaert en Desmet, Dirk Van Vaerenbergh, Marc Coessens en Jan Schepens als godsdienstleraar.
De muziek werd gecomponeerd en gedirigeerd door Dirk Brossé. Luc Peumans leverde het led- en lichtontwerp, Frank De Wulf creëerde de digitale scenografie en Tom Hemeryk multimediale componenten. 
De musical Ben X ging in première op 13 september 2012 in de Stadsschouwburg Antwerpen. Op 3 januari 2013 volgde de eerste voorstelling in de Capitole in Gent. Een aflevering van het programma I love musical van Evy Gruyaert, uitgezonden in september 2012, toonde beelden van de voorbereiding en repetities van de musical. 